# Vazerac
Vazerac é uma comuna francesa na região administrativa de Occitânia, no departamento de Tarn-et-Garonne. Estende-se por uma área de 32,68 km². Em 2010 a comuna tinha 747 habitantes (densidade: 22,9 hab./km²).